# Pasrut
Der Pasrut (tadschikisch Пасрӯд) ist ein linker Nebenfluss der Fandarja in Tadschikistan.
Der Pasrut entspringt in der Serafschankette etwa 20 km nordwestlich des Iskanderkul-Sees. Von dort fließt er anfangs nach Nordosten, wendet sich aber schnell nach Osten. Er fließt entlang der südlichen Flanke des Hauptkamms der Serafschankette in östlicher Richtung. Bei der Siedlung Pinën
erreicht er das Tal des Fandarja und mündet in diesen. Der Pasrut hat eine Länge von etwa 40 km. Sein Einzugsgebiet umfasst 340 km². Der mittlere Abfluss am Pegel Pinën nahe der Mündung beträgt 4,92 m³/s. Zwischen Juni und August führt der Pasrut die größte Wassermenge.